# Müglitztal
Müglitztal je obec v německé spolkové zemi Sasko. Nachází se v zemském okrese Saské Švýcarsko-Východní Krušné hory a má přibližně 1 900 obyvatel.

## Geografie
Müglitztalem protéká řeka Müglitz. Nejvyšší bod obce s nadmořskou výškou 396 m se nazývá Drei Linden, nejnižší bod s nadmořskou výškou 153 m je v údolí řeky.

## Historie
V letech 1927 a 2002 zasáhly údolí řeky Müglitz rozsáhlé povodně. Obec Müglitztal vznikla roku 1994 sloučením do té doby samostatných obcí Burkhardswalde, Maxen, Mühlbach a Weesenstein.

## Správní členění
Müglitztal se dělí na 7 místních částí.
- Burkhardswalde
- Crotta
- Falkenhain
- Maxen
- Mühlbach
- Schmorsdorf
- Weesenstein

## Pamětihodnosti
- zámek Weesenstein s parkem
- vlastivědné muzeum Maxen
- zámek Maxen